# کرمپدورف
کرمپدورف (به آلمانی: Krempdorf) یک شهر در آلمان است که در اشتاینبورگ واقع شده‌است. کرمپدورف ۲۵۷ نفر جمعیت دارد.